# Гуардавалле
Гуардавалле, Ґуардавалле (італ. Guardavalle, сиц. Guardavaji) — муніципалітет в Італії, у регіоні Калабрія, провінція Катандзаро.
Гуардавалле розташоване на відстані близько 510 км на південний схід від Рима, 50 км на південь від Катандзаро.
Населення — 4618 осіб (2014).
Щорічний фестиваль відбувається 7 травня. Покровитель — Sant'Agazio.

## Демографія
Населення за роками:

Станом на 1 січня 2023 року в муніципалітеті офіційно проживало 168 іноземців з 27 країн, серед них 54 громадяни країн Євросоюзу та 4 громадяни України.

## Сусідні муніципалітети
- Бівонджі
- Броньятуро
- Монастераче
- Санта-Катерина-делло-Йоніо
- Стіло